# Lorenzo d'Alessandro

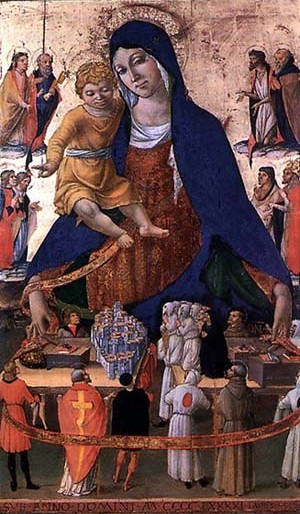
Madonna del Monte, Santuario della Madonna del Monte à Caldarola, 1491.

Lorenzo d'Alessandro dit il Severinate ou Lorenzo di San Severino le Jeune ou Lorenzo d'Alessandro di San Severino (San Severino (Marches), v.1445 - San Severino, 1501) est un peintre italien de la fin du XVe siècle du gothique international dont le style a évolué par les influences de Carlo Crivelli et de Niccolò da Foligno. Il est considéré comme le dernier représentant de la  scuola severinate.

## Biographie
Lorenzo di Alessandro da Sanseverino est un peintre du cercle de Girolamo di Giovanni de Camerino et un des plus importants représentants de l'art dans les Marches, documenté entre 1468 et 1501.
Lorenzo est le fils d'un forgeron fortuné, Alessandro di Francione, appartenant à la famille des Trenta. Il fait sa formation dans l'atelier de Bartolomeo di Antonio dit « il Frignisco », bijoutier et peintre. 
Lorenzo se met à son compte et ouvre un atelier. Dès lors son succès lui permet l'achat de terrains. À partir de 1493 il assume des charges publiques dans sa ville natale comme  « priore di quartiere », chargé d'administrer la justice. Il se maria deux fois.
Dans sa vaste production il alterne des archaïsme tardo-gothiques et des influences ombriennes, en particulier celles de Niccolò Alunno, de Foligno, qui réalisa en 1468 un polyptyque pour la collegiata de San Severino, de Carlo Crivelli et de Piero della Francesca.

## Œuvres
- Ascension et saints, chapelle de Palazzolo, Pergola (Italie).
- Vierge et l'Enfant, Saint Jean-Baptiste et Sainte Madeleine (1481), panneaux de triptyque, musée de Corridonia.
- Madonna in trono con Bambino e angeli musicanti (centre), San Giovanni Battista, San Martino, San Sebastiano et San Rocco (1483), fresques, tabernacle, église Santa Maria di Piazza Alta à Sarnano.
- Cristo benedicente con la Vergine e l'arcangelo San Michele (1483), fresque, tympan, église Santa Maria di Piazza Alta à Sarnano[2].
- Fresques, église Santa Maria della Maestà à Parolito, frazione de San Severino, Marches.
- Baptême du Christ, retable, Galleria Nazionale delle Marche, Urbino[3].
- Matrimonio di santa Caterina da Siena, retable, National Gallery, Londres[4].
- Vierge à l'Enfant, saint Antoine abbé, Marc, Severino et Sébastien (v. 1490-1496), Cleveland Museum of Art
- Pietà, Pinacothèque, San Severino, Marches[5].
- Pietà (v. 1491), galerie des Offices, Florence.
- Madonna con Bambino e i Santi Francesco e Sebastiano, Galerie nationale d'art ancien, Rome[6].
- Madonna del Monte (1491), Santuario di S. Maria del Monte (it), Caldarola
- Madonna con Bambino e Santi (1496), polyptyque, église San Francesco, Serrapetrona.
- Madone d'humilité avec des saints, Galerie Barberini, Rome.
- Fresques avec Madone de Lorette, Hôpital E.Mattei, Matelica, env. 1490

L'exposition I pittori del Rinascimento a Sanseverino, organisée en 2001 à San Severino Marche, lui a été dédiée conjointement au peintre Ludovico Urbani, son contemporain et ami.

## Source
- (it) Cet article est partiellement ou en totalité issu de l’article de Wikipédia en italien intitulé « Lorenzo d'Alessandro » (voir la liste des auteurs).

## Liens
- Peintres nés dans les Marches